# グリセリン脂肪酸エステル

グリセリン（グリセロール）

トリアセチンはトリホルミンに次いで最も単純なトリグリセリドである。

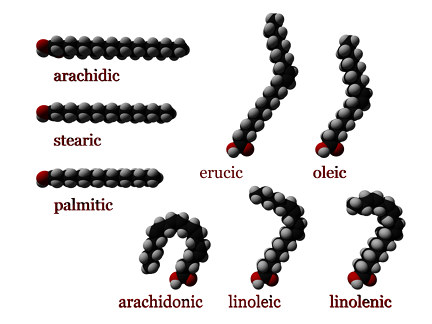
脂肪酸

グリセリン脂肪酸エステル（グリセリンしぼうさんエステル）は、グリセリン（グリセロール）と脂肪酸から形成されるエステルで、一般的に疎水性が非常に高い。
グリセリド（英語: Glycerides）、アシルグリセロール（英語: acylglycerols）とも呼ばれる。
グリセリンは3つのヒドロキシ基を持ち、1つ、2つおよび3つの脂肪酸とエステル化することにより、モノアシルグリセロール（モノアシルグリセリド）、ジアシルグリセロール（ジアシルグリセリド）およびトリアシルグリセロール（トリアシルグリセリド）を形成する。それらの構造は、脂肪酸アルキル基の炭素数、不飽和度、オレフィンの配置や位置が異なるため、多種多様である。
日本の食品衛生法ではモノグリセリド誘導体とポリグリセリン脂肪酸エステルもグリセリン脂肪酸エステルに属するものとして認可されており、本項で併せて述べる。

モノ-、ジ-、およびトリ-アシルグリセロールの一般構造と立体特異的番号付けによる名称

## グリセリン脂肪酸エステル
CH2OCOR
|
CHOH
|
CH2OH
モノグリセリドの構造式
天然の油脂にグリセリン脂肪酸エステルが含まれていることは古くから知られていたが、1854年にフランスのマルセラン・ベルテロが脂肪酸とグリセリンからグリセリン脂肪酸エステルを合成することに成功。1930年頃からマーガリンにグリセリン脂肪酸エステルが添加されるようになった。日本で製造・消費されるようになったのは1950年代に入ってからである。グリセリン脂肪酸エステルは疎水性乳化剤であるためW/O（油中水）型乳化に適しており、マーガリンの水滴分離防止などに使用されるが、他の親水性乳化剤と配合することによりO/W（水中油）型乳化も安定する。
グリセリン脂肪酸エステルは澱粉と複合体を作り、パンが硬くなるのを防ぐ効果がある。このため、油脂を含め製パン分野での使用が多くなっている。この他、低温での起泡性・高温での消泡性によりケーキ用起泡剤や豆腐用消泡剤、脂肪凝集作用によるホイップクリームやアイスクリームの保型性向上、防湿・被覆作用によるキャンディ・キャラメルのべたつき防止などに用いられる。

### モノグリセリド（脂肪酸モノグリセリド）の合成法
モノグリセリドの合成法としてはグリセリンと脂肪酸のエステル化、油脂とグリセリンのエステル転移の2通りがある。油脂のエステル転位は油脂(triacylglycerol)のグリセロリシス(glycerolysis)とも呼ばれており、量論式は次式で表せられる。
triacylglycerol + 2×(glycerol) -> 3×(monoacylglycerol)
工業的な高級脂肪酸モノグリセリド(monoacylglycerol, MAG)の製造方法としては、上式の天然油脂のグリセロリシス反応で実施されている。従って、上述のモノグリセリドの構造式のＲは単一の高級脂肪酸ではない。上式のMAGの工業的生産では、無機アルカリを触媒として、220 - 250℃の高温・高圧で窒素気流中で天然油脂とグリセリンを反応させ、反応生成物を蒸留（分子蒸留器や薄膜蒸留器等が使用される）してMAGを分取・精製する。それ故、蒸留モノグリと呼ばれている。リパーゼという酵素を触媒として使用して、常温以下で微水系かつ無溶媒系での天然油脂のグリセロリシス反応も研究されていが実用化されていない。

純粋のMAGを得るには、脂肪酸のヴィニルエステルもしくはエチルエステルとイソプロピリデングリセロール(protected glycerol)から相当する脂肪酸アセトニドを化学的もしくは酵素（リパーゼ）的に合成し、その後イソプロピデン結合を外す(de-protection)ことによりほぼ収率100％でMAGが得られる。

## 食品添加物（乳化剤）
モノアシルグリセロールとジアシルグリセロールは食品添加物（乳化剤）に使われる。トリアシルグリセロールは乳化剤としての性質を持たない。

### モノグリセリド誘導体
CH2OCOR
|
CHOH
|
CH2OCOCH3
酢酸モノグリセリド（AMG）の構造式
モノグリセリド誘導体はモノグリセリド（モノグリセライド、Monoglyceride）のヒドロキシ基にさらに有機酸をエステル結合させたもので、有機酸モノグリセリドとも呼ばれる。日本では酢酸モノグリセリド（AMG）、クエン酸モノグリセリド（CMG）、コハク酸モノグリセリド（SMG）、ジアセチル酒石酸モノグリセリド（TMGまたはDATEM）、乳酸モノグリセリド（LMG）が認可されている。
- AMG - モノグリセリドを無水酢酸でアセチル化、またはトリアシルグリセロールとトリアセチンのエステル交換により作られ、マーガリンの伸展性向上、冷菓のチョコレートコーティングの割れ軽減、被覆性による精肉・ソーセージ・冷凍魚の水分蒸発防止や鮮度保持、ホイップクリームやケーキの起泡性向上などに効果がある。
- CMG - モノグリセリドとクエン酸を混合・加熱して作られ、酸化防止剤の助剤、クリーミングパウダーのO/W型乳化に用いられる。
- SMG - モノグリセリドとコハク酸無水物を反応、またはコハク酸と加熱反応して作られ、パンの品質改良に用いられる。
- TMG - 酒石酸のヒドロキシ基をアセチル化してジアセチル酒石酸無水物としたあとモノグリセリドと反応させて作られ、パンの品質改良やクリーミングパウダーのO/W型乳化に用いられる。
- LMG - 乳酸はモノグリセリドだけでなくジグリセリドとも反応しやすく、各種の製造法がある。ケーキの品質改良・気泡安定の作用がある。

### ポリグリセリン脂肪酸エステル
ポリグリセリン脂肪酸エステルは、グリセリンをアルカリ触媒を用いて200〜260度で加熱脱水し重合して得られたポリグリセリンのヒドロキシ基の1つ以上に脂肪酸がエステル化したもので、重合度や脂肪酸の数・種類により親水性のものや疎水性のものなど多様な種類が得られる。耐酸性・耐塩性に優れ、O/WおよびW/O型乳化、粉末の液体への分散、油脂の結晶調整、自動販売機で加温販売される缶コーヒーや缶スープなどの抗菌などに用いられる。